# Keokradong
Keokradong är en bergstopp i Bangladesh.   Den ligger i provinsen Chittagong, i den sydöstra delen av landet, 290 km sydost om huvudstaden Dhaka. Toppen på Keokradong är 883 meter över havet, eller 238 meter över den omgivande terrängen. Bredden vid basen är 3,5 km.
Terrängen runt Keokradong är huvudsakligen kuperad. Runt Keokradong är det ganska glesbefolkat, med 32 invånare per kvadratkilometer..
I omgivningarna runt Keokradong växer i huvudsak städsegrön lövskog.

## Höjd och läge
Keokradong ligger i sydöstra Bangladesh i Chittagong Hills in mot gränsen mot Burma och anses ibland landets högsta topp uppmätt till 1230 meter över havet. Det har dock gjorts mätningar som visar att höjden är kring 970-984 meter över havet. Det rådar också tveksamhet om vilken topp som är Keokradong.